# Huningameer

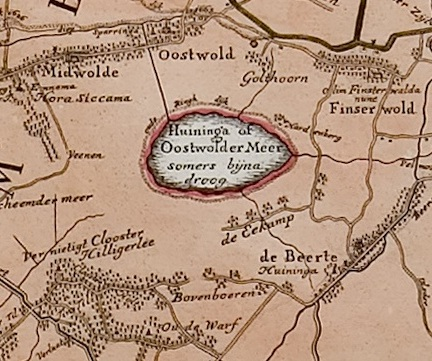
Het Huningameer op de kaart van Theodorus Beckeringh (1781)

Het Huningameer of Huiningameer, ook Eeckelsmeer of Oostwoldermeer genoemd, was een veenmeer of meerstal in de Nederlandse provincie Groningen. Het lag bij het huidige gehucht Meerland in de gemeente Oldambt. Het meer is in 1849 definitief droog gelegd. Het voormalige meer vormt sinds 2006 de kern van het Oldambtmeer. Het had een oppervlakte van ongeveer 450 hectare.

## Geschiedenis

### Ontstaan en gebruik
Het meer lag in een van de noordelijkste uitlopers van Bourtangerveen en ontstond rond 1500 toen grote delen van het veen wegspoelden als gevolg van overstromingen vanuit de uitdijende Dollard. Het oorspronkelijke meerstal, dat zich verder in de richting van Midwolda uitstrekte, raakte hierdoor bedekt met overslagklei. Het gebied werd doorkruist door het riviertje de Oude Ae, dat bij Ekamp ontsprong. Deze buurtschap wordt in 1554 voor het eerst vermeld. De verkaveling van Oostwold en Finsterwolde liep oorspronkelijk door tot aan de Tjamme (nu Raai), die hier de grens met Winschoten vormde. Het meer stond aanvankelijk in verbinding met de Tjamme en de Oude Ae. 
Het meer wordt voor het eerst in 1564 genoemd als Eckels Mehr. Op.kaarten staat het ook als Fledder (= 'moeras', 1616), Eeckelsmeer (1634, ca. 1667), Oostwoltermeer (bed[ijckt]) (1635) of Huninga Meer (ca. 1680).
Het meer was vermoedelijk eigendom van de familie Huninga, die de eerste initiatieven tot drooglegging nam. Deze familie woonde op het oldt Steenenhuys (1636) in Oostwold (rond 1775 vervangen door een deftige boerderij); een andere tak van de familie resideerde op de Huningaborg te Beerta. Volgens overleveringen stond de burcht van de Huninga's uit Oostwold oorspronkelijk midden in het meer, in het verlengde van de Huningaheerd. Mogelijk ging het om een 17e-eeuws buitenhuis  in de nieuwe polder. Een artikel uit 1903 schrijft over de restanten hiervan het volgende:
Nog wijst men de plaats daarvan aan, nog zijn enkele sporen van grachten enz. aanwezig. In de wandeling noemt men dit heemsteê midden in het veld de Vossenberg. Ouden van dagen herinneren zich nog, dat hier breede grachten, gedeeltelijk echter al dicht gegroeid waren. Ook heeft men er veel puin, scherven, enz. gevonden. Thans [d.w.z. in 1903] is nog zichtbaar, waar de grachten, die het kasteel omsloten, geweest zijn. Vier wegen liepen op de burcht aan.
Het Huningameer stond in de 18e eeuw grotendeels onder water en vormde toen het domein van roerdompen en andere watervogels. Omstreeks 1775 kon het meer nog "met scheepjes bevaren" worden en verschafte het "aan menige visser zijn bestaan". Het meer was niet diep, want op de provinciekaart van Theodorus Beckeringh uit 1781 staat vermeld dat het "somers bijna droog" lag. A.J. de Sitter schrijft in de Tegenwoordige staat der Vereenigde Nederlanden (1794) dat het meer "nu grootendeels toegroeit". Dorpspredikant Lambertus van Bolhuis noemt het "eene groote vlakte van laag en moerig land, met eenige diepten". Hij vermoedde dat het ontstaan was "uit overstrooming der Dollertswateren, die wel eenig boven veen 'er af gespoeld konden hebben". Het ijzerhoudende kleidek werd echter vooral gevormd door toestromend veenwater. De ontwatering verliep oorspronkelijk via de Oude Ae richting Goldhoorn, waar vanouds ook het zeewater kon binnendringen. Later stond het meer in verbinding met de Tjamme. De rechtgetrokken loop van de Oude Ae was nog in de 18e eeuw te volgen; ernaast liep een weg naar Ekamp.

### Bemaling en drooglegging
De eerste pogingen om het meer droog te leggen dateren uit het begin van de zeventiende eeuw. De Groningse stadsbestuurder en oud-hoogleraar Johan Huninga (1584-1639) nam hiervoor in 1629 het initiatief, in samenwerking met jonker Johan Sickinghe (1576-1652). Er was sprake van een ringdijk (de latere Noorderringdijk en Zuiderringdijk) en een ringsloot met een poldermolen die uitwaterde op de Tjamme bij Beerta. De ringdijk ter hoogte van de Oude Ae werd in de negentiende eeuw vlintendam genoemd. Het meer werd in afzonderlijke kavels verdeeld, net als dat bij de droogmakerijen in Holland en Friesland gebeurde. Volgens een kaart van omstreeks 1638 was het meer toen inmiddels droog en verkaveld. De kaart toont twee poldermolens aan het einde van de Klinkerweg te Oostwold, die het water via een kanaal (het Oostwoldermeer-zijldiep) naar de Dollard afvoerden; later loosden ze hun water via het Koediep. De oevers van het kanaal werden Ooster- en Westerdiepswal genoemd. 
De ontwatering schoot echter tekort. De ingelanden van Oostwold sloten daarom in 1639 een nieuwe overeenkomst met Beerta over de afvoer van het water via de Tjamme. Johan Huninga zou ervoor zorgen dat het veenriviertje verder uitgediept zou worden tot aan het Grote Diep (Beertsterdiep) en dat er duikers aangelegd zouden worden.
Ook de poldermolens waren geen succes. In 1666 klaagde molenbouwer Pieter Pieterse uit Zaandam dat de rekeningen niet betaald waren; zijn erfgenamen procedeerden negen jaar later nog over betaling van de achterstallige penningen. Het meer werd in 1695 voor 800 gulden bij opbod verkocht aan burgemeester Reinold Clinge, die was opgegroeid op de Ennemaborg, nu bewoond door zijn zus en zwager Wilhelmus Hora. Een eerdere poging om de beide molens voor 400 gulden op afbraak te verkopen, mislukte. De molen aan de Tjamme werd in 1701 afgebroken, een andere "oude molen" staat nog afgebeeld op een aantal kaarten gemaakt door landmeter Arnoldus Tideman in 1706, maar hij was kennelijk defect. Grote delen van het meer bestonden vermoedelijk uit rietmoerassen. De belangrijkste bezitter in deze tijd was borgbezitter dr. Frederik Sibinga van Oostwold. Omstreeks het begin van de 18e eeuw werden de ringsloot en de dijken verder naar buiten gelegd om vergroting van het meer tegen te gaan.
Toch lag het meer aan het einde van de 18e eeuw weer grotendeels droog en waren de wegen en verkavelingssloten hersteld. Er groeide bijna niets dan russen. In 1780 werd de meerhut verhuurd aan de "opzigters van het vee ... dat in het Meerlant geweidt wordt", die daarmee tevens het recht kregen "om eenig Hoey te winnen". Een deel van het gebied werd opnieuw verkaveld. Een kaart uit 1809 laat zien dat het centrale deel van het Meerland uit moerassige graslanden bestond. Aan de oost- en westkant bevonden zich de betere weilanden, terwijl op de hoogveenrand aan de zuidkant wat akkerbouw werd bedreven. De bewoning was beperkt tot een drietal verhoogde erven; in het noordoosten bevond zich verder een verlaten ronde warf. Men beweerde dat hier oorspronkelijk nog meer huizen stonden. Voor de afwatering maakte men gebruik van een uitwateringssloot langs de Westweg (de huidige Groeveweg) richting het Koediep. Twee doorbraakkolken getuigden van eerdere stormvloeden.
In het begin van de 19e eeuw werd aan de noordkant van het meer een kleine poldermolen (een spinnenkop) geplaatst, die het water uit het meer naar het Koediep afvoerde. Ook werden wijken gegraven die het gebied ontsloten. Vanaf 1830 werd er op de hogere percelen haver verbouwd, maar bij winterdag stonden de landerijen nog onder water en boden ze plek aan watersnippen, roerdompen en meeuwen. Aan de zuidkant van het meer werd turf gebaggerd.
De kadasterkaart van 1832 toont al een handvol nieuwe huisjes of plaggenhutten aan de binnenkant van de oostelijke ringdijk (Kromme-Elleboog of Buiten Meerlandseweg) en aan de zuidelijke ringdijk (het Ekamper Meerland), terwijl op het hoogveen ten westen van het meer het buurtschapje Nijsiesoord of Niesoord verrees. In de jaren daarna ontstond er ook een snel groeiende arbeidersbuurt aan de westelijke ringdijk, die Meerland werd genoemd. Daarnaast verrezen er boerderijtjes aan de Oude en Nieuwe Meerlandseweg. Het meer was in die tijd grotendeels eigendom van een handvol rijke beleggers. Met name de Pekelder vervener Berend Haitzema, eigenaar van het landgoed Oude Werf te Winschoten, diens schoonzoon, notaris Jan Fresemann Viëtor en de kleinzoon, notaris Berend Haitzema Vïetor waren drijvend krachten achter de ontwikkeling van het Huninga-Meerland; op hun grond ontstonden de buurtschappen Meerland en Kromme-Elleboog. Enkele eigenaren verzetten zich aanvankelijk tegen verdere drooglegging, maar in 1848 verleende de provincie toestemming voor de bouw van een grotere poldermolen, die het jaar daarop verrees ter hoogte van Huningaweg 18 te Oostwold. Deze molen bemaalde een gebied van 700 hectare (met inbegrip van Ekamp). De Oostwolder Binnenlanden ten noorden van het meer kregen een eigen poldermolen. De Groninger Courant schreef in 1852:
Het heugt nog oude menschen, dat men met schuitjes om te visschen voer over het Huninga-meer [...]. Nu is dat meer in het heerlijkste bouwland herschapen; niet alleen levert het nu een' schat van koren op, maar ook wordt er met het beste gevolg koolzaad verbouwd.

### Later gebruik van het meer
De vruchtbaarheid van de veenbodem liep al snel terug. Om verzuring tegen te gaan werden daarom duizenden karrenvrachten kalkhoudende klei van de afgegraven zeedijken aangevoerd. In 1886 werd ter bemaling van het Huningameer en het omliggende gebied het waterschap Huininga-Meerland opgericht. Naast de windmolen werd een stoomgemaal gebouwd als hulpgemaal. In 1921 werden windmolen en stoomgemaal afgebroken en vervangen door nieuw elektrisch gemaal. In 1966 ging het waterschap op in waterschap Groeve en Binnenlanden en Huininga-Meerland, in 1967 in waterschap Oldambt en in 1986 in waterschap Eemszijlvest. Het gemaal werd in 1965 buiten bedrijf gesteld en vormt tegenwoordig een rijksmonument.
Door ontwatering en erosie verdween het grootste deel van het veendek, zodat de laagste delen van het meer ruim twee meter onder de zeespiegel kwamen te liggen. In 1886 hield men een zomerpeil van 2,16 m -NAP aan, dat later verder verlaagd moest worden. De oorspronkelijke veenbodem was grotendeels bedekt met ijzerhoudende overslagklei of rodoorn, die door het ploegen werd vermengd met veen. De bodem werd verder verbeterd door het opbrengen van kalkhoudende Dollardklei, waarvoor men omstreeks 1865 de oude Dollarddijk van 1701 afgroef. De veenachtige grond was later vooral geschikt voor de rozenteelt.

### Herleving in het Oldambtmeer
In 2005 werd het Oldambtmeer aangelegd. Sindsdien vormt het meer het diepste deel van dit meer: De gemiddelde diepte bedraagt 1,3 meter, hetgeen op de locatie van het vroegere Huningameer oploopt tot 2,5 tot 3,5 meter diepte. De Zuiderringdijk werd in de loop der tijd afgegraven. De Noorderringdijk vormde vroeger een weg, maar is bij de aanleg van het Oldambtmeer deels onder de waterlijn van het Oldambtmeer verdwenen.